# 十二國記角色列表
十二國記人物列表列舉小野不由美的小說《十二國記》系列的原作及動畫版人物。

## 慶東國
中嶋陽子（聲優：（日本）久川綾、（台灣）蔣篤慧）
為景王 赤子，生於現代日本（蓬萊）的高中生，原名中嶋陽子，為胎果。慶國麒麟景麒從常世（十二國的世界）遠渡而來尋找國王，從她身上感到王氣所在，並把她帶回慶國。在延王的協助下推翻偽王，成為慶國的新君主，年號：赤樂，即「赤」子與「樂」俊的組合。
陽子有一把紅色的長捲髮，綠色的雙眼，以及褐色的皮膚。官員們因她的髮色給他起字赤子。朝中衣着整齊，但喜歡男裝的打扮。喜歡在市井中體察民情，在市井生活時化名中陽子（ちゅう ようし）。
由於塙王討厭胎果的國王，因此由蓬萊起就受到塙麟派出的使令追殺，並跌入巧國國境。在巧國流浪期間因被其他人出賣，使她對人產生極度的不信任。最後在山上倒下，被樂俊救起。和樂俊相處一段日子後性格有很大的變化，並開始接受自己的身世。
在蓬萊時維持優等生的身分，一直以來過著揣測他人心意、扮演父母及師長眼中的好學生這種方式生活，據本人所言那不是因為沒有自己的想法，只是懶惰而已。在和景麒誓約被強行帶來這個世界以後，沿路因塙王的追殺而過著顛沛流離的生活，在這之中因為不斷與妖魔作戰而習得劍術(在冗佑附身代打的過程中逐漸成長)，個性也變得堅強獨立，用詞遣字亦產生變化(從原本的女性化變得像是男孩子)；於雁國和樂俊重逢，並遭遇壁落人及延王，得知自己身為胎果和慶國新王的事實。在樂俊的鼓勵下決定嘗試做為一國之主而努力，向延王借兵討伐偽王舒榮，於征州州都維龍救回景麒，再度接受誓約。
性格樸素率直，李齋曾因為她的氣質接近武人而吃了一驚。
因為是出生於蓬萊的胎果，登基時曾被長期主導朝政的權臣們所蔑視，但在深入民間向遠甫學習後，對於這個世界的常識有了更多了解，也對國家、王的權責與政令運作有更深的認識。
在民間生活讓她得知了止水鄉長昇紘、和州州侯呀峰施行的恐怖統治，以及前任冢宰靖共由中央到地方的共犯體系。在尋找遠甫的過程中加入了虎嘯等人的拓峰起義軍，並與他們合作攻下了鄉城、囚禁了昇紘。並與景麒一同出現在被違規調動的禁軍面前，讓心知理虧的左將軍等人臣服，接著指揮禁軍一舉拔除權臣。經此一戰得到許多值得信任的夥伴，有來自麥州的浩瀚、桓魋等人、也有虎嘯等起義軍的成員，接依照能力賦予適合的文武官職，解決了朝中權臣把持、陽子孤軍奮戰的情勢。但宮中依舊存在著舊有歧視觀念強烈、對新王尚有質疑的人，目前仍在整備朝政。
對常世的常理及「天意」有著諸多的疑惑甚至不信。於《黃昏之岸，曉之天》拯救泰麒的事件中發起了十二國史上無前例的國家間聯合行動，也開始對天及常世的綱法(太綱)產生懷疑。其廢除伏禮(跪拜禮)的作法也衝擊了十二國自古以來的常識。據奏太子(利廣)所言，是為慶帶來希望的君主。
景麒（聲優：（日本）子安武人、（台灣）屈中恆）
慶國的麒麟，同時是慶國的宰輔、首都州瑛州的州侯。陽子、延王、延麒之外的人稱呼他景台輔。貌似20多歲的男性，髮長及膝，顏色是極淺的淡金，沉默寡言，面無表情，給人冷酷的感覺，但有麒麟慈悲為懷的本性。多年前因教導泰麒而變得溫柔一些，但同時這份溫柔亦是予王失道的原因。陽子是其所服侍的第二任王。目前沒有被王賜字。
身為在泰麒之前的蓬山公，因此而被蓬山的碧霞玄君玉葉夫人從生國‧慶請來教導沒有歷經過麒麟獸型時代的泰麒。當時景麒才下蓬山選定新王不久，新王舒覺本人的個性雖然溫柔且深思熟慮，然而卻太過內向、也沒有任何執政的野心和勇氣，而景麒本人也苦於無法與自己所選擇的王正常相處的情況。在與泰麒相遇，指導他以後，待人處事的態度變得較為圓滑，然而在宮中孤立無援、日漸退縮膽怯的舒覺卻因此而迷戀上他，到最後以他的妻子自居，並且下了趕走全國所有女人的敕命，直接導致景麒的失道。隨後，舒覺上蓬山自請退位，駕崩諡予王。景麒於是成為少數王失道卻未死亡的麒麟(其他還有現任采麟)。
跨越虛海到倭國(日本)尋找第二任王，在見到陽子時因當時陽子怯懦的表現而聯想起予王的先例，感到相當的失望和厭煩。接下來在開蝕、送陽子度虛海的過程中被塙王所捕獲，角被封印(動畫中設定為塙麟所為)而無法言語也不能轉化，以獸的姿態被送至征州城，自立為偽王的舒榮(舒覺之妹)便以此做為自己為天命所認可的證據、取信慶的的諸官與州侯。但之後陽子借雁國之力返國、解放景麒。在角的封印被解開以後，與陽子進行第二次誓約，並在其後一起上蓬山領天敕。
就陽子本人所言經常嘆氣、嘮叨不停，但平常十分寡言，其實那是不擅長和人相處的表相(大概也是目前為止表情最少、最不體貼的麒麟)。作風直接，容易讓人誤會，像是初次見到泰麒或陽子的時候，就把前者弄哭後者嚇傻。大概也是最好學的麒麟，在離開蓬山前把蓬山圖書室裡所有的書全部都看完了。
與泰麒間感情良好。在《黃昏之岸，曉之天》中加入各國麒麟搜索泰麒的行動，安慰回歸常世後的泰麒。
所擔任的宰輔之位除了作為首都州、瑛州的州侯以外，是沒有實權的虛銜，但在《風之萬里，黎明之空》中，曾被罷免靖共的陽子一時任命為冢宰(之後由麥州侯浩瀚正式接任)。
景麒的使令
白芥瑚（聲優：進藤尚美）
景麒的女怪。
冗祐（聲優：堀川仁）
種族為賓滿（ひんまん）。在《月之影 影之海》中，受景麒的命令附身在陽子身上。
班渠（聲優：岡野浩介）
種族為猗即（いそく）。長滿銅色的毛，外型像大型的犬類。
驃騎（聲優：清水敏孝）
種族為鉤吾（こうご）。長滿暗紅色的毛，外型像豹。
重朔
種族為雍和（ようわ）。外型像巨大的狒狒。
雀胡
種族為飛鼠（ひそ）。外型像短耳的兔子。
大木 鈴（聲優：若林直美、（台灣）郭馨雅）
出生於明治時代一家貧窮農戶的海客，也被人稱呼為木鈴（もくりん）。家裡為了減少人口而將她賣到有錢人家當佣人，在離家的途中被蝕捲入了十二國的世界，之後混在朱旌中旅行。為語言不通所苦，在才國碰上因為身為仙人而聽的懂她的話的梨耀時，百般央求入了仙籍，而在梨耀手下工作了100年。後來受不了梨耀的虐待而逃走並受到采王黃姑的幫助和親切的照顧。此後因對同為日本出身的景王的憧憬使她前往慶國，在途中遇到了清秀，被年幼的他指出自己想法上的幼稚，內心開始有了改變，並在清秀被昇紘殘忍殺害後，投身當地的起義軍。在其中認識了年齡相仿的祥瓊、陽子，和州之亂被平定之後，便成為了慶國宮中的女御。
祥瓊（聲優：桑島法子、（台灣）丘梅君）
姓孫、名昭，原芳國冽王(仲韃)公主，在十三歲時因父親與峯麟誓約為王而昇仙(王的直系親屬可以隨王登基而擁有仙的身分)入鷹隼宮，在父親執政的三十年間被如同掌上明珠般養育在深宮之中，人稱「鷹隼有一瓊(寶玉)」即是指這位公主。但在不知世情的情況下成長，對自己做為王的親族的責任無所自覺，因此在父親實行暴政時沒有做到勸諫父王的職責。當仲韃、佳花夫婦被惠州侯月溪斬首時，祥瓊的仙籍也一併被月溪除去，直到與樂俊相遇、體認到自己過去的失職前，一直對月溪抱持深刻的恨意。
在芳國因為父親的暴政之故而被國民所怨恨，差一點遭到車裂(小說中稱磔刑)的殺身之禍前被沍姆通報而來阻止的惠州師所救，之後在月溪的意思下被帶到恭國安置。在霜楓宮中遭到供王珠晶羞辱憤而盜走王室珠寶潛逃，途中經過柳國與樂俊相遇並被其救出牢獄，之後輾轉來到慶國和州，因為向刑吏丟擲石塊被陽子所救、並與桓魋、大木玲相識，後加入拓峰起義。在和州亂事平定後，進入金波宮作為女史供職。對於痛改前非重新作人的祥瓊，最終供王也以永久放逐、禁止入境恭國的形式赦免她。
有著良好的教養和出色的美貌，由於在鷹隼宮中生活三十年而對宮廷中人的想法、心態瞭如指掌，在《風之萬里，黎明之空》中展現出敏銳的觀察力提點陽子朝中權臣的想法。在《黃昏之岸，曉之天》中也因其美感受氾王認可而擔當接待氾王及氾麟的工作，不過卻也曾向陽子等人抱怨範國主從很難伺候。
浩瀚（聲優：乃村健次、（台灣）林協忠）
原慶國麥州州侯，現為慶國冢宰。松墊出身。
予王下令驅逐全國女性時，以船隻不足未能出航為由盡力收容流離失所的慶國人民，即便予王無道也未曾想過舉兵弒王。
在偽王舒榮叛亂時，是唯一沒有選擇投靠舒榮軍、力抗四方的州侯，並以麥州一州之力協助陽子與雁國禁軍蕩平國內叛亂勢力。在陽子即位後受到靖共派的挑撥，被王疏遠並被懷疑參與謀反而遭剝奪職位。曾與松塾出身的前天官長、三公密謀讓王遠離並放逐靖共一派，但卻遭到對方反制，嫁禍成反賊，導致前天官長被捕後於獄中遭暗殺、太師遭禁軍殺害、太傅太保遭放逐。於受命前往金波宮的途中遭到靖共安排的刺客襲擊，所幸以往麥州師及時來援，獲救後就此失蹤，暗中操作和州叛亂，企圖讓王察覺當地有異。在和州之亂中證明其清白，後被任命為冢宰，肩負重整朝綱的大任。
柴望（聲優：堀川仁、（台灣）陳宏瑋(前期)→林協忠(後期)）
原慶國麥州州宰，領導和州叛亂，異圖使朝廷察覺和州有異，在浩瀚被任命為冢宰後成為和州州侯。
桓魋（聲優：松本保典、（台灣）陳宏瑋(ep.39前)→屈中恆(ep.40起)）
姓名為青辛（せいしん）。原慶國麥州州師將軍，現為慶國禁軍左軍將軍。
出身富裕的商人之家，文武雙全但不擅長家務。
為半獸，型態為熊，所以力大無窮，足以一人阻擋攻城機具雲橋。原本慶國不允許半獸為官，但浩瀚將桓魋身為半獸的紀錄給銷毀並任命其為州師將軍。在和州之亂後被任命為禁軍左軍將軍整頓禁軍，並受景王之命作為敕使出使芳國，動畫版在完成芳國的任務後將原本要前往恭國請罪的祥瓊給接回慶國去。
在附錄CD中與同為半獸的樂俊相見，與之交談後很欽佩樂俊的為人，與經常維持獸形的樂俊不同，小時候因為家人的告誡，所以大部份時間都維持人類的樣貌。
勞蕃生
髮色為斑駁的茶色。
虎嘯（聲優：西凛太朗、（台灣）林協忠）
夕輝的哥哥，拓峰起義的發起者。身材粗獷力氣大，為人古道熱腸，一開始懷疑陽子為呀峰等人的間諜而和她衝突不斷，後來得知陽子要救遠甫而站在同一陣線，最終在得知陽子真實身份為景王後呆若木雞，在和州亂事平定後進入金波宮作為大僕供職，保護陽子的安全。
夕暉（聲優：野島健兒、（台灣）丘梅君）
虎嘯之弟，天資聰穎，在松塾被燒毀之前曾向遠甫求教。在上庠的成績優秀，但因戶籍在和州，成為官吏也就意味著得當呀峰的走狗，而撕毀了錄取通知書。在和州之亂中作為叛軍的謀士，之後進入瑛州的少學。
遠甫（聲優：西村知道、（台灣）屈中恆）
姓名為乙悅（おつえつ），出身麥州產縣支錦(現稱支松)。罕見的靠己力昇仙的飛仙，號老松。
達王時代開始被稱為松柏，曾以猿猴製成刀鞘封印水禺刀。後來回到家鄉，開設松塾講學，慶國許多官員都是其弟子。然而在舒榮稱偽王時，因堂堂正正拒絕了靖共的聯手提議而遭追殺，松塾也慘遭焚毀。之後輾轉被景麒庇護在瑛州。
和州之亂後再次重回到金波宮，任太師一職。
蘇桂桂（聲優：千葉千惠巳、（台灣）郭馨雅(初登場)→蔣篤慧(ep.28起)）
蘭玉的弟弟，暱稱桂桂，年幼便失去父母。個性活潑親人，聰明能幹，蘭玉深深引以為傲。
遠甫被綁時期的重傷（動畫裡被淺野射傷）已恢復。因為失去了所有的親人，現在於金波宮生活。《黃昏之岸，曉之天》被虎嘯評為「說話方式像是慶國的太子」。
蘇蘭玉（聲優：川上倫子、（台灣）丘梅君）
桂桂的姊姊，因予王下令驅逐所有女性，不得不帶著弟弟東躲西藏。
陽子來民間後第一個有所交流的女性朋友。遠甫被綁時遭到小司馬殺害，以一切之力守護著偶然發現的陽子御璽。
清秀（聲優：平松晶子）
有著一頭蜜柑色頭髮的少年，出身慶國南方邊境。開朗勤快，討人喜歡。
在予王駕崩時，和父母一起逃難至巧國居住，不幸遭遇蝕而失去了新家。在逃出巧往奏國時被妖魔襲擊，父親在眼前遭妖魔分食身亡，自己的頭部被妖魔的爪子劃傷，此後不時會引發劇痛，最後甚至喪失視力。
在奏國聽聞陽子的登基，和母親一起賺取回國船票，母親卻在登船之前過勞病故。
在船上遇見大木玲，經常指責她幼稚的思考方式，成為她人生的轉捩點。
最後和玲一同前往瑛州的過程中路經和州，當時因舊傷失明的他沒看見昇紘的馬車結果被當街撞死，這卻成為陽子和玲的相遇、和州之亂的起點。
玉葉（聲優：寺内よりえ）
負責照顧陽子的女官，對於禮制相當熟悉，陽子曾想將她薦入春官機構，但遭靖共派的官員反對，是和州之亂前陽子在金波宮中除了景麒外唯一能信任的人。此外，玉葉為碧霞玄君之名，父母們常以此為名盼望女兒長得如玄君般亭亭玉立，因而此名在百姓之中十分常見。
秋官長（聲優：金月真美）
姓名不明，慶國的秋官長。三公被指控叛亂時被任命為三公(實為貶官，因為三公並無實權)在陽子不在玉座時，賄賂靖共，復予原職。動畫版屬於靖共一派(原作則不明)，和州之亂後僥倖保住官位，但被陽子警告必須公正處置靖共等人。原作中並未對其外貌多做描述，動畫中外貌為三十歲上下的女性。
夏官長（聲優：佐佐木健）
姓名不明，原慶國夏官長，對靖共言聽計從。動畫版屬於靖共一派(原作則不明)，動畫中外貌為三十歲上下的男性。
冬官長（聲優：山口勝平）
姓名不明，慶國冬官長，動畫中陽子曾像他討教如何封印住水禺刀的幻影，外貌為眉清目秀的男性，在朝中似乎非靖共派的官員。
迅雷（（台灣）陳宏瑋）
原慶國禁軍將軍左將軍，和州之亂時受靖共之命出兵拓峰，在動畫版中被陽子知道後與禁軍中、右將軍三人一同請辭。原作則是從禁軍將軍調往瑛州師將軍，原三位瑛州師將軍因先前順應靖共拒絕景麒出兵的要求而被陽子革職。
蒼猿（聲優：岡野浩介、（台灣）林協忠）
水禺刀劍鞘，只有水禺刀真正的主人才看得見他，會利用水禺刀的幻象與自己的語言擾亂持有者的心神。
水禺刀可使主人隨意看見過去與未來，但若主人意志不夠堅定，則會映照出主人內心所不願見到的事物或故意忽視的事實，因此要用鞘來封印刀。同樣的，鞘也會利用幻象擾亂主人心智，所以要用刀來壓制鞘。
陽子遇到樂俊之後不安漸漸消失、心靈變得堅強，因而在最後意圖迷惑陽子時遭水禺刀斬殺，恢復成普通的劍鞘。

### 與陽子敵對的人物
舒榮（聲優：小山茉美）
字花麗，舒覺之妹，自小就以美貌和才氣而聞名並庇護著沒有自信、內向的姊姊恩幸。在景麒到來時深信下一任王就是自己，但是被選上的卻是姊姊，因此對姊姊抱持複雜的感情。在舒覺即位以後，因為其不堪孤獨而讓妹妹昇仙入宮，在一段時間中為逃避現實的姐姐代行政務。
當姊姊下達趕走全部的女人的敕命以後，一時躲藏在迷戀自己的征州侯領地，但最後還是因為擔心姊姊而回到宮中，卻因此目睹了信心全然崩潰的舒覺將前去蓬山退位的景象。因此而怨恨將姐姐拱上王位、令其不幸的天意，其後自立為偽王，接受塙王的援助，並監禁景麒，反抗天意。最後在陽子借兵突襲維龍後，逃入金波宮中，反抗到最後一刻。
小說與動畫中均未明示其死因，但在動畫中設定是由陽子親手斬殺，附錄CD-姊妹王則是要衝過去攻擊陽子時，被有景麒使令附身的陽子給一劍刺死。
昇紘（聲優：大川透、（台灣）陳宏瑋）
原慶國和州止水鄉鄉長，唯一有辦法完成收七成稅的鄉長。
由於不堪重稅，止水鄉鄉民成群逃離，為了補充勞動人口，甚至不惜組織武裝商船從更加動亂的戴國運來難民。
動畫版被設定為是為了挑戰天意而故意做盡貪贓枉法之事，劍術似乎不比陽子差，但知道陽子的真實身份後認為一切都是天意而坦然投降，原作版則是個一見到陽子就投降的欺善怕惡之人。
呀峰（聲優：中田和宏、（台灣）屈中恆）
原慶國和州州侯，向予王獻上庭園而受到予王信任，被任命為和州侯。
擔任州侯期間，對和州橫爭暴斂，抽稅七成(天綱要求不得超過五成)。其任命的所有鄉長都被稱為爪牙。
不但找來強盜騷擾途經和州的商隊，也對州城城牆偷工減料，導致明郭破舊失修的樣子。
雖然惡名遠播，但在靖共有意無意的庇護下，總是逃過一劫。
和州之亂後被下獄。
靖共（聲優：佐佐木誠二、（台灣）林協忠）
浩瀚之前的慶國冢宰，後轉任天官長而心有不滿。偽王時期開門迎偽王舒榮入金波宮，陽子即位後害怕罪行被追究，指使呀峰燒毀松塾(當時率先質疑舒榮乃偽王的民間學校)、捕殺師生，迫害松塾出身、唯一未順從偽王的麥州侯浩瀚一派，並企圖殺害松塾最後一人的遠甫。在和州之亂時以前冢宰的身分擅自調動禁軍，連同縱容呀峰等人苛徵暴稅而被降罪。
小司馬
原非官吏，因縱火燒毀松塾有功而獲得職位。

### 陽子以前的慶東國人物
舒覺（聲優：藤田淑子、（台灣）丘梅君）
字恩幸（おんこう），執政時年號予青。性格溫柔內向、心思細膩。原本出身於慶國一介商人的家庭，對未來僅抱持著相夫教子、平靜生活的微薄夢想，但是因為身負王氣而與景麒誓約登基。
本人無甚大志，也沒有施政的理想和野心，雖然曾經想要做好王的職責，但很快就因為許多的阻難和現實的艱困及孤獨而放棄了。在奸臣跋扈的宮廷中不知該如何自處，只能依賴景麒與妹妹舒榮。逃避現實之餘蝸居在原夏官長(大司馬)呀峰獻上的庭園中，給予他和州侯的地位；也因為景麒的體貼而迷戀上他，最後終於因忌妒而發布了「趕走慶國全部的女人」這樣的敕命而使景麒失道。在目睹景麒罹患失道病的樣子之後登蓬山、自請退位，在短短六年的執政後就一併失去了王位和生命。諡號予王，葬於泉陵。
達王
相傳在慶國治世長達300年，諡號達王的賢君，陽子登上王位不久所聽見的「懷達」一詞便出自於此。
悧王
在薄王之前的王。治世68年。在即位60年時已有暴君傾向，似乎與太子被殺有關。因太子被殺而與大臣有了嫌隙，開始苛待官員。
薄王
在比王之前的女王。治世16年。對權力沒興趣，喜好奢侈。
比王
上上代女王。治世23年。喜愛權力。
丕緒
短篇番外編「丕緒之鳥」的主角。為隸屬夏官府的羅氏(らし)，在射鳥氏的指示下負責重大儀式上的射禮。從悧王時代即被任命，侍奉了五代慶東國的王，被稱為羅氏中的羅氏。希望藉由射禮能警醒王。予王對其射禮的賜言為「好可怕」，而陽子對其射禮的評價為「美的讓人心痛」。
祖賢
短篇番外編「丕緒之鳥」中的角色。悧王時代的射鳥氏(せきちょうし)，負責重大儀式上的射禮，丕緒最初的長官，有射鳥氏中的射鳥氏之稱。悧王失道後被捉並處死。
蕭蘭
短篇番外編「丕緒之鳥」中的角色。為負責製作陶鵲工匠的羅人(らじん)。在予王頒布女性放逐令後下落不明。
青江
短篇番外編「丕緒之鳥」中的角色。蕭蘭的弟子。負責製作陽子繼位射禮中的陶鵲。
蓮花
嘉慶

## 雁州國
尚隆（聲優：相澤正輝 / 梁田清之(Drama CD)、（台灣）陳宏瑋）
雁州國國主，延。姓小松，名三郎，字尚隆。胎果生。
性格豪快的人，長相也十分的俊俏，體格也很壯碩，當之無愧的男子漢大丈夫。經常隱姓埋名(自稱風漢)地到街市上去，曾有因賭輸身上的錢而被迫在院子裡掃地還債的奇特經歷。
於《東之海神 西之滄海 》中潛入叛亂的元州官至兩司馬，同時平定叛亂之後和六太前往奏國訪問，後與奏國建立國交。
以慧眼選拔優秀的臣子、秉承著身為王的冷酷與責任的強者，並且仍不失溫柔體貼的好男人。
與陽子一樣是隨蝕漂流到倭（即日本）的胎果。原本是古代瀨戶內海的小松家兒子，在應仁之亂時失去出仕的兄長，並面臨村上水軍的壓迫，與城下人民很親近（與妻子、父親之間的關係倒很差）。最後因為父親的失策，與領地和人民死別。來到雁國後成為了治世長達五百年之久的一代明君。
與範國之間有建立國交，雁國的碼頭建築有很多部份需與範國工匠配合建造兩國才開始建立關係，但尚隆和氾王吳藍滌之間的關係被六太形容是天敵(惡交的關係)。
跟戴國之間也有建立國交，但與氾王吳藍滌之間的關係相比，尚隆與驍宗之間的關係還算不錯，兩人之間也曾比劃過劍術，白銀篇時其軍隊一直在戴國境外待命，直到確定驍宗仍存活後出借王師討伐阿選。
在陽子與景麒在蝕漂流到巧國境內失蹤後，就暗自關注慶國偽王局勢，直到陽子終於在雁國出現後出借王師給予景王陽子伐偽王舒榮，在陽子登基後給予不少幫助，也與慶建立正式的國交。
另一方面從附錄CD八騏驎中，疑似和六太(延麒)也見過供王珠晶和供麒，但未與恭國建立國交。
六太(延麒)（聲優：山口勝平、（台灣）丘梅君）
雁國的麒麟，雁國的宰輔，同時也是首都州靖州的州侯。胎果生，字馬鹿(因尚隆說麒麟是介於馬和鹿之間的生物，同時馬鹿的日文發音有「笨蛋」的意思。)
金髮，顏色偏深。也是隨蝕漂流到倭（即日本）的胎果。出生于京都貧苦農民之家，並且被貧窮的父母所遺棄，幸得他的女怪及時搭救。
嘴不饒人，但懂得很多常理的。行動力和好奇心都很旺盛，經常偷偷跑到日本閒逛(一些書籍和造船的技術就是他帶回雁國的)，也很熱心地幫助尋找他國的失蹤麒麟。
選擇了尚隆為王。並且與王非常親近，時常鬥嘴開玩笑，對於君臣之禮也不是那麼正經。
動畫版曾前往日本尋找泰麒下落時與還未成王的陽子不期而遇。
六太的使令
白沃飛（聲優：日高奈留美、（台灣）郭馨雅）
六太的女怪
俐角（聲優：肥後誠、（台灣）陳宏瑋）
種族為錆翡（しょうひ)。擁有濃密灰毛，以及三條尾巴的狼。
楊朱衡（聲優：家中宏 / 子安武人(Drama CD)、（台灣）林協忠）
雁國的官吏，原為內史中的下官。在尚隆剛即位時，曾問「復興雁的興王和毀滅雁的滅王，您喜歡哪個做自己的諡號」，因而被賜別字無謀。
後擔任春官長大宗伯一職，在動畫中則為雁國秋官長大司寇。
為了處理政務之便，被賜予後宮裡其中一處，而被以龍陽之寵揶揄。
帷湍（聲優：寶龜克壽 / 關智一(Drama CD)、（台灣）屈中恆）
雁國的官吏，在尚隆即位時為地官田獵。在延王尚隆即位的祭典上，抓著一本戶口簿丟到尚隆的腳下大喊，指責尚隆因遲遲未登基而死去了多少百姓，因而被賜別字豬突。
當時的地官長為此剝奪其官位，但後來尚隆拔擢他為遂人。後又陸續擔任地官長大司徒和天官長太宰一職。
擁有進出王寢宮以及使用禁門的權力，個性與朱衡或是成笙相比顯得十分暴躁，內心雖然信任尚隆和六太，但有時會對尚隆和六太丟下政務跑到下界廝混感到頭痛。
成笙（聲優：真殿光昭 / 三木眞一郎(Drama CD)、（台灣）陳宏瑋）
雁國禁軍將軍，在梟王時代擔任左將軍一職。曾向梟王進言而惹怒王，但因梟王不忍殺之而被監禁於獄中。
梟王死後官員們想放他自由，但本人堅持沒有王命不出獄，為了等待下一任王的赦免而在沒有上鎖的牢獄中等了50年，因而被尚隆賜別字醉狂。
擔任夏官大司馬一職。
壁落人（聲優：田中秀幸、（台灣）屈中恆）
芳陵城中少學的教師。出生於靜岡縣的海客，年輕時曾參與東大安田講堂事件，偶然從扭曲的空間來到十二國後從慶國流亡到雁國，在芳陵擔任教師後開始做關於海客的研究，陽子曾為了搞清楚自己的身份而像他尋求協助，動畫版點出陽子身份為新任景王的關鍵角色，亦曾收留杉本，並勸杉本回到日本後和家人好好溝通。
鳴賢（聲優：風間勇刀、（台灣）林協忠）
樂俊在雁國的大學同學。
蛛枕（聲優：中井和哉、（台灣）陳宏瑋）
樂俊在雁國的大學同學。

### 尚隆以前的雁州國人民
駁更夜（聲優：石田彰、（台灣）郭馨雅(幼)/林協忠）
是個被父母拋棄的男孩，被妖魔天犬養大，稱之為大傢伙，後來為不忘記延麒便將其取名六太。
因巧遇延麒六太，而獲名更夜。後來又被斡由收留，官至元州夏官射士。在元州叛亂時，威脅延台輔，並將他帶到元州做人質。叛亂失敗後，延王保證自己可以把雁國變成人類與妖魔可以和平共存的國家，並放他離開，而後行蹤成謎。
本性善良，常規勸天犬不要吃人，但妖魔為了生存仍會偷偷吃。斡由將處罰的工作交給他，而他也順勢讓那些違背斡由的人作為天犬的食物，雖然起初有些糾結，日子久了也習以為常、平靜看待了。因為這些經歷使他的價值觀與平常人有些差異，特別表現在看待人類與妖魔上。
《圖南之翼》時揭露更夜即為犬狼真君，《風之海，迷宮之岸》動畫版中曾與泰麒有數面之緣。
院白澤（聲優：有本欽隆、（台灣）林協忠）
原雁國元州州宰、斡由的臣下。現為雁國冢宰，外表約五十歲，樂俊的旅券即由他背書。曾代表斡由向延王提出過份要求，有著即便當場被處死也不動搖的覺悟，延王十分欣賞不僅允許他返回元州，甚至當場延攬，但他堅定拒絕。在斡由眾叛親離時，也只有他向王求情，祈求給予審判而非當下與王生死相搏。
驪媚（聲優：勝生真沙子 / 折笠愛(Drama CD)、（台灣）蔣篤慧）
原為刑司的官員，後受延王信任，作為王的眼線抱著隨時可為王就義的決心出任元州牧伯。元州叛亂時遭到囚禁，其後為解開六太額頭上連動的封印而死，但卻錯估了麒麟對血脆弱的體質，導致延麒昏睡了七天，雖然未達成釋放台輔的目的，她死前的對話也讓六太重新思考尚隆與王的意義。
斡由（聲優：大昌正章 / 松本保典(Drama CD)）
元州侯元魁之子，已死亡。姓名為接祐（せつゆう），元氏。
受元州侯提拔而成為元州令尹。
在梟王治世末期，對奉承王意殘殺百姓的父親深感不滿而將其囚禁(對外說法是重病引退)，但州侯只有王能任免，無法自行轉讓，故此行為實乃叛亂。奪取權力後展現出卓越的治世之材，在各州化為焦土、等待新王的期間，唯有元州尚能豐衣足食。延王即位後，以治水為由多次要求重建遭梟王破壞的堤防，甚至賦予其治水權，但延王對上中下游有所考量並未採納意見。因而下令射士更夜誘拐並軟禁延麒，要脅王於王位之上設置上帝，並由自己擔任。
後由遭囚禁的元魁口中得知，其實本人並非仁民愛物的賢德之人，僅是天資聰穎受人簇擁，但內心害怕失敗，遇到挫折便會將責任推卸給旁人，曾因射箭不中將責任怪罪下屬並將其處死。
在延王巧妙安排下洩露出不是真心為民的本性，作出自己州師殘害自州百姓之舉，當事情曝光時便將責任推給白澤，而白澤也在王前為其求情。後因無法承受失敗而偷襲正好背對他離去的延王，遭到使令重創而奄奄一息，延王當場為其介錯。
死後葬於元州霄山，為禁苑(王的私地)，每到雨季之前延王便會私訪此地，固定住在看得到霄山的房間。而斡由賢能的事蹟在百年民間流傳中被遺忘，並加油添醋成了對元州肆意妄為、向王謀反的大罪人。故事中透露數百年來當地已逐漸沒落，延王記憶中的那些豪華妓院現已不存。
梟王
雁國上代君王，原為明君，但在治世到近300年時個性突然變得非常殘暴，以聽民悲鳴為樂。
在宰輔心痛身亡後，召集國內所有壯丁為自己修築奢華的陵寢，並讓女人和小孩殉葬，死者多達十多萬人。
幾番虐殺之下，雁州國剩下不到30萬的人口(不到原來的1/10)，使尚隆登基前的雁國化為焦土一片。
標仲
包荒
興慶

## 戴極國
乍驍宗（聲優：藤原啟治、（台灣）林協忠）
姓朴、名綜，字驍宗，戴國委州出身，於戴國先王‧驕王時代拜禁軍左軍將軍，封乍縣，以領地名為氏。為現任泰王(登基後不久即失蹤)，年號弘始。
有如同血一般紅的眼睛，白髮褐膚，身材高挑，行動令人聯想到兇悍的猛獸，性情剛烈，充滿霸氣。即位前便以武人之名名聞十二國間，作為將領有很高的評價，在劍術上的造詣更有「十二國間第一為延王，第二為驍宗」的讚譽，曾與延王比劍三回而勝一場，因此得到驕王御賜的寶劍(動畫中為延王所賜)，本人對此也感到相當自豪，誇口「若我也有五百年壽命，相信連延王也不是對手。」在做為將軍生涯中惟一一次敗仗是在驕王統治末期，在文州轍圍發生的亂事；當時驍宗將配下軍隊的盾牌表面鋪以棉絮，以不流血的方式不斷向閉城的居民招降，因此而使當時的朝廷和居民間都各退一步，使亂事得到圓滿的平定。在這一件事後就有了「轍圍之盾」這個表示所言誠信的說法。
有著孤高、充滿好奇心的特質。在禁軍時代曾經暫時退還仙籍三年，向來往於黃海的朱氏、剛氏學習捕捉妖獸的方法，因此而抓到了自己的坐騎計都(騶虞)；也因此在昇山時獨自率領部屬、而不與其他昇山者合流，對自己的能力充滿自信。
眼光高遠，思慮周詳，從驕王在位末期起便看出王將失道，因此在領地乍縣培養起自己的執政班底，在登基以後所選拔、任用的也是在此時期及以往在軍中所親近的部屬，但同時也引入如李齋、花影等有能的將領、官吏；而在禁軍時期便與其齊名的阿選，在即位後則以右軍將軍的身分繼續讓其留任，但該人事案事實上似乎是為了監視的目的而為之，親自征討文州時也刻意帶走一部分右軍。
在第一批昇山者中即被泰麒所選中，與才的梧王‧砥尚同為「飄風之王」。即位後以旋風之姿統整、肅清朝廷，以超越眾人的遠見果斷的決定政事、統一臣下的意見，然而其過於激烈的行動及武斷作風卻隱藏了相當大的破綻，因而在和泰麒兩人雙雙失蹤以後其所留下的朝廷便無人能代為統理，種下了阿選奪權的遠因。
即位後便改革先王在位時的流弊，一掃朝中的貪官汙吏，並向路木請求了讓百姓能度過戴國嚴寒的荊柏，因此而受到百姓的愛戴。在其失蹤後依然陸續不絕的有百姓祈禱其平安無事，而所用來供奉的荊柏則被稱為「鴻慈」，即「來自鴻基(戴國首都)的慈悲」，《黃昏之岸，曉之天》為止處於行蹤不明的狀態，最後能確切掌握其位置的地方則是在文州琳宇郊外的玉山‧函養山。
對泰麒十分憐愛，以泰麒還在蓬萊時的姓氏高里、加上負負得正置於死地而後生的期望而賜名為「蒿里」(死者葬身之地)，在與泰麒初相見時因為泰麒不懂何謂天啟之故而以為自己無緣玉座，在降伏饕餮的事件後無法原諒自己有捨不得泰麒的想法而決定提早下山。從景麒口中得知自己有可能並非天命所歸的王以後也沒有對泰麒有半句責備。但同時也將泰麒視為是衡量民意的存在，於冬狩(肅清朝廷)行動時將其遠放漣國，也未告知泰麒關於文州叛亂的細節，此事也因而給予了阿選可乘之機，並導致了泰麒的失蹤及接下來戴國國情、政局極端動盪的肇始。
白銀篇中得知是個記憶力極強的人，除了所有部下的名字，其他軍隊中也略知一二，而這一優點反被阿選利用。親自征討文州的驍宗帶了阿選一部分的軍隊，而阿選安插了烏衡進去，當烏衡用轍圍里宰求助的理由引驍宗至函養山時，驍宗記憶中烏衡是個沒什麼本事的士兵，雖然也有向霜元借了一兩的精銳兵在後方跟隨警戒，但被賓滿憑依的烏衡等人打破了驍宗的傲慢，有生以來產生了贏不了的絕望。被烏衡等人扔進了豎井，之後用妖魔貍力讓函養山引發山崩，就此埋在函養山七年，期間因為其為不易死亡的神籍，以及不時隨水流漂來的村民們的貢品而得以存活，其貢品為村民感念鴻慈之物。
蒿里（聲優：釘宮理惠/ 岡野浩介(青年)、（台灣）蔣篤慧(幼年)/林協忠(青年)）
出生於蓬萊，姓高里、名要，現任的泰麒，為百年難得一見、傳說出現時天下必有大吉(或大凶)之事的黑麒麟，有著鋼色的鬣毛。和延麒同為胎果，蒿里為主君驍宗根據其姓所賜的字。
在卵果時期因蝕而被捲走，自出生起在蓬萊度過十年，為目前為止胎果麒麟所維持最長的時間，因此在十歲時被接回蓬山時已經錯過了麒麟必經的獸型時代，也不懂得如同麒麟本能的轉變和降伏使令。碧霞玄君因此而請求景麒從慶前來教導他，但直到升起自己的麒麟旗，迎接第一次昇山選王儀式前都還沒有學會如何轉變和收服使令。
剛開始不懂得何為天啟，因此將面對驍宗所感受到的王氣解讀為單純的恐懼和壓迫感，卻也對其抱持親近和眷戀，在與驍宗、李齋一同到黃海狩獵時為了保護驍宗而降伏饕餮為自己的使令，並且在驍宗下蓬山時為了追趕他而學會轉變，在不明天啟的情況下與驍宗交換誓約。事後一段時間極為苦惱於自己可能為了留下驍宗而說謊選擇了假王，在景麒因此而請延王和延麒來訪後才釋懷。
性情溫和懂事，惹人憐愛，在蓬山時備受女仙關懷。和延麒、景麒交好，於出訪漣國答謝廉麟時和廉王、廉麟間也相處愉快。因為本身為胎果的緣故對身邊的人沒有階級意識地平等相處著。但是謙虛隨和的個性，其實隱藏著過度的自卑，因此無法好好掌握自己的力量，也成為驍宗不願讓他知道朝政改革、阿選成功騙取他的信任的遠因。
對驍宗十分執著，但因為在蓬萊時與家人間格格不入的過去而欠缺自信，害怕被驍宗疏遠，因此在文州叛亂時被阿選(或其他叛亂者)利用這個心態而調走身邊的唯二使令、差點遭到殺身之禍。雖然在緊急時喚起鳴蝕回到蓬萊僥倖保住一命，但靈力來源的角因而被砍斷，也喪失了在十二國的記憶，之後又因為一連串事故而逐漸喪失麒麟的力量，也無法壓制使令的失控，終於使身邊的一切失序，沾染了對麒麟而言如同劇毒的穢瘁，最後透過多國合作，藉吳剛環蛇和大量的使令分身控制蝕的影響，加上鑽天綱漏洞的方式被延王封為三公，獲得仙籍強化身體以極度虛弱的情況回到十二國記的世界。之後雖被西王母清除身上的穢瘁，但其使令及女怪汙染嚴重而被分離，已失去角的他自身麒麟的力量能否恢復仍是未知數。
在《黃昏之岸，曉之天》的最後，心智已有極大成長，和李齋一同踏上回到戴國尋找驍宗的旅程。
在《白銀之墟，玄之月》為了打破僵局以及救助戴國百姓渡過冬天，不告而別主動和李齋分道揚鑣回到戴國王宮，並說出阿選是新王。做出一連串試圖取回宰輔實質權限的舉動以及宮中斡旋，例如說謊、玩心機、大膽行動甚至殺傷人，令身邊所有人無法將他與過往純真無邪聯想。在蓬萊經歷無數人因他而死亡又再次回到戴國的泰麒，抱持著強烈決意行動，最後回到王的身邊時也重新長出了角、能變化為獸型，但由於前面違反麒麟天性的行動導致事後必須回蓬山療養。
泰麒的使令
白汕子（聲優：勝生真沙子、（台灣）丘梅君）
有著魚頸、人體、豹身、蜥尾，為泰麒的女怪。
在泰果(泰麒的卵果)遭蝕捲走之際，直到泰麒自蓬萊被接回為止的十年之間，皆沒有說過一句話，對泰麒有著深刻的母愛，也因此和服侍、關照泰麒起居的女仙蓉可較有交情。透過廉麟運用寶重‧吳剛環蛇將泰麒自蓬萊接回(泰麒的「神隱」事件的原因)，之後便隨侍在泰麒之側。
在泰麒發起鳴蝕回到蓬萊之後因為泰麒失去角而無法正常的接受泰麒的指令和認知泰麒在蓬萊的處境，又因為接下來對周圍欺負泰麒的人群展開報復而不斷沾染血腥、漸漸無法抑止妖的本性變得越來越偏執，因而到最後完全失控。在《黃昏之岸，曉之天》被西王母收回、淨化身上的穢瘁。在《白銀之墟，玄之月》由於尚在隔離，因此完全沒有表現機會，在泰麒第二次回蓬山療養後回到泰麒身邊。
傲濫（聲優：上田祐司、（台灣）陳宏瑋）
泰麒所降伏的使令，種族為饕餮，原是一般麒麟所無法收為使令、能夠轉變(轉化型體為他種生物)的強大妖魔，但泰麒當時為了保護驍宗而被收服。
真身是無比巨大、如其名字般能吞吃任何生物的妖魔，隨侍在泰麒身邊的樣子是一頭額上有某種紋印的暗紅色大狗，但原本被泰麒所降伏時是變化為柴犬的樣子。
和汕子一同履行保護泰麒的使命，然而在蓬萊時卻因為泰麒所遭遇的一連串事故而感染汙穢漸漸狂暴，甚至反過來使泰麒的穢瘁更加嚴重，到最後完全釋放妖魔的本性引發悽慘的流血事件，當時其本身存在已經是連搜索的麒麟及其使令都無法靠近的兇事。在泰麒回歸常世後和汕子一同被西王母強制收去，待時間慢慢祛除身上的穢瘁。在《白銀之墟，玄之月》由於尚在隔離，因此完全沒有表現機會，在泰麒第二次回蓬山療養後回到泰麒身邊。
李齋（聲優：進藤尚美、（台灣）丘梅君）
姓劉、名紫，原屬戴國承州師，與驍宗相同為泰麒升麒麟旗後第一批昇山者，於昇山儀式中與泰麒、驍宗相識，為驍宗賞識其人品及才能，在其即位後調任首都瑞州師中軍將軍(直屬於王的六軍之一)。
作為將軍的品德和能力都為人所稱道，也對此抱持自信而前去昇山，但在面見驍宗後便體認到自己不如他而老實放棄，也因此在泰麒還不解何謂天啟而認為驍宗不是王時感到訝異。因為所騎乘的騎獸飛燕(天馬)而和泰麒慢慢熟絡，之後和驍宗帶同泰麒一起前去黃海狩獵騶虞，但卻因一時爭強好勝而踏入饕餮的巢穴，之後被泰麒救回。
在驍宗即位後作為六軍將軍之一，參與肅清戴國官吏的「冬狩」，因此和秋官長(大司寇)花影結交，雖對驍宗急速的改革抱持不安，但直到之後在接納從阿選手中逃過一命的二聲氏官吏時才明白驍宗冬狩及戴國政局陰謀的內情，但也因此被阿選蒙上叛賊的汙名而遭追殺，六年間過著顛沛流離、四處逃亡的生活一邊尋找驍宗、一邊謀求反擊的機會。
在逃亡途中，聽說慶國即位不久的新王與泰麒同樣是蓬萊的胎果出身，因此抱持一線希望，私心打算請求景王違反天綱中「不准出兵侵犯他國」的規範借兵討伐阿選、找尋驍宗，在飛越虛海上空時因此深受瀕死的重傷、失去右臂。但在面見陽子後放棄了這想法。為了找尋泰麒而四處奔走，並在氾王處得到了關於驍宗的消息。
六年間眼見戴國遭受的摧殘，對天綱的限制和神的旨意有著深深的不滿和疑問。在《黃昏之岸，曉之天》故事的最後，其請求打動西王母拯救泰麒，並陪同泰麒一起回到戴國。
驕王
戴國前任國王，執政124年，因其性好奢華，喜排場，因此耗費龐大將國庫掏空，在執政末期行為漸趨腐敗墮落而失道。
雖然私行不檢，在國政上卻是井井有條，也未將自己遊樂結交的狐朋狗友帶入朝政之中，所留下的假朝運作也相當良好，直到新王登基為止都將戴國的國情保持在尚稱穩定的情況下。
文官出身，因此精於吏治，其運作了百餘年的朝廷喜好穩定。
丈阿選
戴国禁軍右将軍。本名朴高。驍宗驕王時代的同僚。與驍宗有雙壁之稱。泰麒出使漣國時的隨行官員之一。
當驍宗強行冬狩時，懼怕突變的朝堂因此流言四起，人心惶惶，給了阿選可趁之機。
《白銀之墟，玄之月》中描述，在謀反前，從其他軍隊來看也是個有威望的將領，通情達理、思慮周詳，幾乎沒人懷疑過他有逆謀之心，越是認識他的人，就越不敢相信他會謀反。而謀反後成了不好對付的敵人，處事周到不天真，不擇手段又殘酷。與驍宗的從官經歷相似，只是驍宗的腳步比他稍快。一開始阿選為著有驍宗這樣的對手感到熱血沸騰，經過時間開始感到壓力，因為周遭的人都說他與驍宗很像，兩人的本姓也都姓朴，這讓他感到痛苦，如果不如對方就會成為對方的『影子』。開始憎恨驍宗的契機就在驍宗決定下野的那一刻，因驕王的奢侈無度讓地方頻頻拒絕繳納重稅，阿選欣然出戰完成驕王的任務，而驍宗收到同樣命令卻加以拒絕，主動辭退繳回仙籍。阿選看到驍宗這麼做才開始思考驕王的奢侈行為，阿選為官路上雖然勤奮又刻苦耐勞，但幾乎都是為了自己，沒有想過人民的問題，而驍宗給了他一記當頭棒喝，阿選猶如吃黃連般苦澀，對自己感到羞愧又憤怒，同時認為驍宗並沒有把他放在眼裡，將驍宗視為勁敵只是他的一頭熱，對驍宗有了憎恨。驍宗下野的三年間更是感到痛苦，每個人都懷念驍宗，而驍宗回來後驕王也盛情接納，讓阿選更加懷疑自我。每個人都認為驍宗為第一人選，阿選次之，也有人痛罵阿選是驍宗的替代品。以仙人來說時間很長，阿選長時間內心煎熬，已是千瘡百孔，而性格上不是個溢於言表之人，身為長官也不會跟親近的下屬說出自己的煩惱，更加鑽牛角尖。直到驍宗登基，新的冬官長琅燦看出阿選內心的絕望，也說了同姓者不得承下一個天命的天理，輕易的就煽動阿選謀反。阿選為了要證明自己不是『影子』，接受琅燦的幫助選擇謀反篡位。在出身黃朱的琅燦幫助下，運用妖魔達到目的，但是他登基的過程太過可疑，遭到各方的質疑，而那些人都被阿選殲滅，鬼迷心竅的想要把那些聲音抹滅，卻讓妖魔橫行，一發不可收拾。
六年後泰麒歸來時已是蟄居在六寢不問政事的狀態，即使聽到泰麒說自己是新王，也只是說了准許他歸朝，不再搭理泰麒，逼得泰麒只能偷闖六寢找他尋求幫助，雖然對於泰麒大膽出沒六寢感到興味盎然，但面對泰麒接濟百姓的懇求已讀不回，只因為他只想冷眼旁觀泰麒如何拿回瑞州侯的權力，完全不想成為泰麒行事上的後盾。而泰麒逐漸拿回權力，讓周圍有能官吏向他靠攏時，他真心感到佩服，卻又對泰麒起了殺心。當泰麒將惠棟送到文州接任文州侯，阿選也與泰麒攤牌，自己從沒信過泰麒說自己是新王的話，不過就是陪他演戲。惠棟捨棄了阿選，阿選也同樣捨棄惠棟，所以不再保護惠棟免於妖魔次蟾的侵害，被妖魔攝取魂魄的惠棟只是成為新的傀儡，接受阿選掃蕩窮寇的命令，讓泰麒無法有所作為，而阿選進一步掃蕩泰麒的州官，又換了新的護衛讓泰麒重新陷入孤立。要處刑驍宗時也硬是安排泰麒觀看，只因為他想看到泰麒絕望的表情，但這一舉動讓他失策，泰麒違反麒麟本性，拿了其中一個侍衛的劍，殺向擋住他去路的人，在大僕耶利幫助下一路殺到驍宗面前，並在驍宗面前轉化成獸型，宣示驍宗才是真正的泰王。而此時英章跟臥信率軍衝入奉天殿救走驍宗，讓他失去冷靜大聲咆哮。
阿選只是偽王，不會知道正當的王可以向其他國家的王尋求幫助。延王尚隆接受驍宗的請託，聯合多國軍隊討伐他。在戴史乍書中只記載阿選被討伐。
內心扭曲，十分憎恨討厭泰麒，就算泰麒尚年幼，那清澈無垢的眼睛在阿選看來只覺得憤怒，揮下劍時是真的想要殺了泰麒，尚存一絲理智才只砍了角，對於泰麒的慘叫聲也沒有任何同情。
一個人做下了謀反篡位的事，完全沒與部下作商量。阿選不想成為不容部下說不的殘酷主公，卻不知道他一個人獨斷行事、長年疏遠部下、下達的命令不顧無辜的老弱婦孺，這些都對部下很是殘酷，關係上造成莫大的傷害，也種下了對他潛在的叛逆之心。諸如惠棟、友尚、品堅等人最後都與他離心。
咏仲
戴国冢宰。原垂州侯。
泰麒鳴蝕事件受重傷而亡。
皆白
戴国天官長太宰。驍宗的舊部。
泰麒鳴蝕事件後下落不明。白銀篇最後現身，發生鳴蝕當下被奄奚從瓦礫中救出，知道阿選政變後也是在奄奚幫助下逃跑。因泰麒憐惜奄奚的處境，皆白贊同泰麒所言，努力改善奄奚的待遇，之後得到善意的回饋。
宣角
戴国地官長大司徒。
出自瑞州的年輕文官。阿選謀反後來不及逃出而被處刑。
張運
戴国春官長大宗伯。在白銀篇阿選偽朝中擔任冢宰。是個會用卑劣手段打擊有能之人的無能小人，卻又自恃甚高，是個跳樑小丑。泰麒歸來後與其處處作對。被自己爪牙士遜招供出他指使襲擊泰麒一事，求助阿選也得不到理睬，黯然下獄。
芭墨
戴国夏官長大司馬。驍宗的舊部。
李齋得知阿選的陰謀後通知的其中一人。有逃出白圭宮，但據傳在委州遭到處刑。
花影
戴国秋官長大司寇。李齋的友人。驍宗即位前担任藍州州宰，外表為年約四十多歲的女性。阿選謀反後有順利逃出白圭宮，在被阿選追殺下，與同樣境遇的李齋在藍州重逢，之後轉往垂州。李齋在走投無路之下想利用同為胎果的景王提供軍隊反擊阿選，但花影提醒這是讓景王犯下覿面之罪的大罪，兩人產生分歧，分道揚鑣。在垂州與李齋分開後，發現垂州侯也生病。之後回到出身的藍州。在藍州與被朱旌首腦窩藏的臥信重逢。當臥信攻下江州城時，花影也靠著在藍州的人脈發揮了作用。之後在江州城與李齋重逢。
琅燦
戴国冬官長大司空。驍宗的旧部。外表為十八九歲的女性。
博學廣識，據說能和任何一個冬官閒聊而不辭窮。
在旁人憐惜年幼的泰麒，企圖不讓他知道國政動盪時，她是少數告之以詳的人。因為她認為即使年幼，泰麒也是降伏了饕餮的有能之人。
實際卻是誘使阿選叛變、建議斬斷麒麟角而非首級、提供其使用妖魔知識的關鍵人物。
黃朱出身，將戴國的動盪視為對天道的試探，提供妖魔知識之餘冷眼旁觀了阿選所有的暴行，是這場動亂中藏得最深的幕後人物。
巖趙（聲優：立木文彥）
戴国禁軍左軍将軍。驍宗的旧部。驍宗昇山時的隨行者之一。對待驍宗如親弟弟，也對驍宗登上王位發自內心感到驕傲。不通文墨，為人豪氣磊落，重視人情義理，卻也因這樣的性格不敢公然反抗阿選，為了部下的性命一直閉關，將巨大的身體縮起來，在與民宅無異的宿舍中照料著計都。擔任大僕的項梁逃走去尋找英章，遞補了項梁的位置。當阿選舉行驍宗處刑劇，後又被驍宗舊部救回，白圭宮陷入了混亂，巖趙趁此時去東宮救出正賴，也得到了護衛東宮的伏勝與午月的幫助。之後救出正賴的巖趙等人音訊全無，生死不明。
英章
戴国禁軍中軍将軍。驍宗的旧部。也是個善使奇謀的將領，但與臥信相比較為陰險。在驍宗舊部中較為年輕，個性上某些方面不太好相處，說話喜歡冷嘲熱諷，在這外表下是個熱心腸的人。領地是馬的產地，很懂如何經營自己的領地，所以很富裕。
文州动乱後最先前去平叛的軍官，阿選执政後留在文州搜尋驍宗，此後下落不明。白銀篇中蟄伏在馬州，項梁順利找到英章後，英章與臥信會合，本想一起去文州支援李齋等人，卻在馬州遇上了逃亡的霜元師帥浩歌等人，從浩歌口中得知驍宗被劫走，因此改變方向前去攻下兵力極少的江州城，之後又去鴻基救回驍宗。救回驍宗後到達某一個小城，與臥信一起像個小孩子衝到驍宗的面前，據臥信所言英章放聲大哭，但李齋認為出自臥信之口，其真實性不太可靠。
霜元
戴国瑞州師左軍将軍。
泰麒出使漣國時的隨行官員之一。舉手投足讓泰麒聯想到騎士。
文州动乱後，与驍宗同时出发率瑞州師左軍前去平叛。阿選执政後留在文州搜尋驍宗。李齋得知阿選阴谋後通知的其中一人。此後下落不明。白銀篇中知道阿選謀反後在承州解散軍隊，逃亡中在李齋師帥泓宏幫助下躲進檀法寺，驍宗失蹤一年後轉往文州高卓的戒壇，在高卓得到了保護跟支援。六年後麾下癸魯在街上發現了李齋等人，與李齋重逢。在友尚與土匪之爭時，被李齋說服幫助土匪，擊垮了友尚軍。是個正直的人，善待友尚軍的俘虜，認為曾經同為師帥的友尚兩人之間的平等關係未變，也從未輕視過友尚，當友尚願意倒戈時鬆了一口氣，因為霜元不想向友尚等人下毒手。與驍宗重逢後沒有很久，驍宗在馬州被劫走，霜元與李齋為奪回驍宗經歷了一次又一次絕望的戰鬥，每次的戰鬥都使我方失去了不少人。玄管用鵠摺通知李齋等人驍宗將被公開處刑，李齋跟霜元與自願的四十人一起奔向鴻基，已做好跟驍宗一同赴死的準備，但在泰麒轉變為獸型的狀況下及英章臥信率兵衝入奉天殿得到了生路。隨後與英章等人逃往了江州城。
臥信
戴国瑞州師右軍将軍。驍宗昇山時的隨行者之一。
擅長奇謀，不通文墨。是個開朗的人，其軍隊也很有開朗的風格。與朱旌和神農關係密切，所以能得到詳細的情報，進而採取大膽的計謀。
阿選执政後受命去文州搜尋驍宗，此後下落不明。白銀篇中得知他與正賴一起偷出國帑，但正賴來不及逃出被阿選抓住，而臥信後來在藍州被朱旌首腦窩藏，也在藍州與花影重逢。文州的李齋開始有動作後，英章與臥信會合，攻下了江州城，也在江州發現了快被羅睺甩開的去思，從去思的身上找到驍宗的寒玉及景王背書的旌券，他們從去思口中得知始末，臥信派部下前去雁國見延王，當他們救回驍宗時，雁國的軍船已在戴國的沿岸待命。
正賴
戴国瑞州令尹兼任傅相。驍宗的旧部。負責教育年幼的泰麒。
本是驍宗旗下的軍官，也是有名望的文官。
泰麒出使漣國時的隨行官員之一。
潭翠
戴国大僕，負責照看泰麒。
泰麒出使漣國時的隨行官員之一。當夏官長芭墨被懷疑謀反，兩人一同逃出宮，之後沒了消息，生死不明。

### 白銀篇後出現的人們
泰麒線
楚項梁

耶利

惠棟

潤達

文遠

德裕

伏勝

午月

駹淑

友尚

## 恭州國
珠晶（聲優：山崎和佳奈、（台灣）蔣篤慧）
現任供王，姓名為蔡晶（さいしょう），字珠晶。12歲登基，成為歷史上最年輕的王。目前治世90多年。
登基前為衣食無缺的千金小姐，但因看不慣大人們為求自保導致恭國的荒廢，而離家出走前往昇山晉見供麒，被供麒認可為王之後的第一件事，就是先甩供麒一巴掌。
於昇山時與當時的奏國太子利廣相識(珠晶當時還不知其真實身份)，使珠晶登基後的恭國與奏國之間建立了國交，也使得恭與奏之間的關係，甚至比鄰三國芳、柳、範還緊密。
個性率真，思慮相當縝密，作風明快，知錯即改。對於社會各階層的心態有相當深刻的見解。
曾收留芳國的前公主祥瓊，並表明收留祥瓊並非出於對她的同情，最終導致祥瓊偷取宮中寶物出走。
在乘月收到月溪和慶國關於祥瓊的書信，雖嚴厲斥責但在字裡行間透露原諒祥瓊的行為，以永久放逐、禁止進入恭國的處分形式赦免她。
供麒（聲優：大川透、（台灣）陳宏瑋）
現任供麒。恭國的宰輔和緯州侯。麒麟化人型的的樣子都大多是纖瘦細長(像是景騏和采麟)，然而供麒的身型卻是一幅虎背熊腰的模樣，髮色為金中帶銅。
28歲時才在蓬山迎接珠晶(沒選出國王的騏麟只能活到30歲)，由於王位懸缺近30年，當時連首都都妖魔橫行。
雖然身型是一幅虎背熊腰的模樣，但個性卻非常老實木訥。
富有同情心，諫言卻總是沒看對時機，所以經常會遭到珠晶的斥責，有時還會挨巴掌。
相如昇
珠晶的父親，姓蔡，氏相，字如昇。與妻子玻娘育有3男4女，么女即珠晶。
連檣著名的富商，家財萬貫被稱之為"萬賈"，乃當時連檣的首富。
珠晶評其所得為「大發國難財」，家生成群，安於現狀也沒有昇山的意思。
室季和
鉦担。
聯紵台

## 漣極國
鴨世卓
現任廉王，治世約30年左右，農民出身。初敕為「所有人民都健康」。
視王位為上天所賜的工作，務農為自己所選的職業。用看待農作物的眼光照料國家，將王宮花園開闢為農田，曾讓來訪的泰麒和戴國官員感到相當驚訝。
雖然不善文書，但政策上相當開明，對待其他國家也很熱情，例如毫不猶豫就出借重寶．吳剛環蛇、在合力搜索泰騏時也大方讓廉麟加入，不過並未隨廉麟前往慶國而是留在國內主持朝政。
任內和尚隆與陽子一樣都曾遇到過動亂，現已平定(但平定過程劇情目前不明)。
廉麟（聲優：冬馬由美、（台灣）郭馨雅）
現任漣極國麒麟，外表為18歲。髮色為明亮的金。
實際上主持大部分漣國政務的是她。

## 才州國
黃姑（聲優：鈴木玲子、（台灣）蔣篤慧）
現任采王。姓名為中瑾（ちゅうきん），原字慎思(しんし)。
治世12年，因廣施善政而備受才國人愛戴，也是讓從扶王後期就相當混亂的才國政局導向安定的明君。
為先王砥尚的叔母並養育失去母親的砥尚成人。在先王時代任職三公的次席──太傅，居住於東宮長明宮的別殿。
現在的字黃姑來自在先王時代因其對成為飄風之王的姪子多所薰陶，而有部分官員將其人品以麒麟的貴色黃色比擬。
曾照顧受梨耀苛刻而前來求助的大木鈴，同時給予旅費送大木鈴前往慶國求見景王。
搖籃（聲優：淺野琉璃、（台灣）丘梅君）
現任采麟，黃姑是其侍奉的第二位王。為才國的宰輔和節州侯。
8歲時即選定砥尚為王。黃姑即位後賜字搖籃。
外表為16歲的纖細美少女，性格較黃姑更加文靜。
砥尚
上代采王，諡梧王。治世20多年。搖籃最初侍奉的王。28歲時登基。
破格進入大學就讀並在兩年間就得所有老師的許可畢業(一般要畢業最少要花4年)，但因不喜歡扶王而未參與國政。在扶王治世末期召集有志之士，其率領的年輕人獲得民眾的支持，被稱之為高斗。
扶王死後，里祠一升起黃旗就昇山，並被采麟選定為王，成為了飄風之王，背負著所有人的期待登基。
曾向采麟許諾要給她一個「華胥之國」，但其理想太過崇高而無法符合現實，加上高斗眾人並沒有實際從政的經驗，使得才國在驅逐了所有貪官汙吏後並沒有順利重建。
後來使用了重寶‧華胥之花而堅信自己的理想之國就是傳說中的華胥之國，漸漸變的固執和聽不進他人的諫言而失道。殺害父親和弟弟，驅逐對自己諫言的官吏，就連過去身為高斗的夥伴和采麟也被其指控謀反。
把生病的采麟送到奏南國後，留下「責難難以成事」的遺言後退位身亡。
榮祝
黃姑的兒子，砥尚的堂兄。與砥尚一起長大，同時考進大學，感情可謂深厚。
支持砥尚，並於砥尚即位後任冢宰一職。
對一直停滯不前的國政漸感失望和憤怒，因此慫恿馴行把華胥之花獻給王，讓王對自己的理想堅信不移，因為榮祝認定是砥尚不夠堅定，使得國土依舊破敗。在馴行開始質疑華胥之花的正確使用方法和砥尚理想的可行性之後，他散佈了馴行有謀反意圖的謠言。
讓砥尚失道的關鍵，可悲的是，最後是在妻子絕望的質問聲中才正視這個現實——身為官員、兄弟，自己非但沒有伸出援手反而落井下石的事實。
最後於砥尚退位時自殺。
朱夏
榮祝之妻。於先王時代任職地官長大司徒。
在砥尚統治後期，與丈夫和青喜一同被指控謀反，榮祝自殺後似乎和青喜一同離開長閑宮。
青喜
黃姑的義子，在扶王治世末期的荒亂中失去父母，幸運被黃姑收養。稱呼榮祝為哥哥，朱夏為姊姊。
聰明伶俐，幫助朱夏、黃姑探問到了許多談話的細節，並指出不少朱夏思考上的盲點。
為榮祝的胥，負責照顧榮祝夫婦的日常起居，榮祝自殺後似乎和朱夏一同離開長閑宮。
大昌
砥尚之父。在砥尚即位後被迎為三公之首‧太師，居住於隸屬於東宮的長明宮的正殿長明殿。
後與馴行一同被砥尚所殺。
馴行
砥尚的弟弟。在砥尚即位後任職三公之末‧太保。居住於隸屬於東宮的嘉永宮。
自認資質不及兄長。崇拜兄長並加入「高斗」。不完全認同砥尚心目中理想的國家，認為在那個理想之國中沒有像自己一樣平庸的人的立足之地。
在榮祝的慫恿下，跟采麟要到華胥之花並進獻給兄長，導致砥尚的失道。
在太師大昌被殺害時失蹤，後屍體被人在北宮水陽殿發現。
扶王
前前代的采王。個性軟弱使得奸臣橫行專政。治事後期濫頒、濫修法令，在被大眾指責後，開始沉溺酒色、荒淫無道並荒廢政務。
梨耀（聲優：高山南、（台灣）丘梅君）
扶王(ふおう)的愛妾。代替扶王執政、斥責奸臣而遭怨恨。在扶王治世後期因向王進諫言而遭疏遠，遠放翠微洞，但未被剝奪仙籍。不過也因這段遭遇而心灰意冷，言語上對下人們極盡刻薄之能事。
目前官位為卿伯的飛仙，居住在才國琶山的翠微洞，號翠微君(すいびくん)。坐騎為扶王所賜的赤虎。
大木鈴的前任主人，一時好心而納她為僕從，但認為其軟弱的思維和愛哭的性子無可救藥，常沒事就諷刺她兩句。雖然本意是希望能讓這個陪伴最久的僕人成長起來，卻只起到了反效果。
動畫中與黃姑的對話得知其有協助高斗。
遵帝
為約900~600年前才州國的王，治世300年，是位有慈悲心的賢王，曾支援過剛登基的宗王櫨先新。
為救範西國正處於水深火熱的人民而出兵討伐氾王。此觸犯天綱的行為導致遵帝暴斃，齋麟則被其使令吞食，此外才州國的國氏也由齋改成采。
齋麟
輔佐遵帝的麒麟。在遵帝出兵範西國後遭使令吞食。

## 奏南國
櫨先新
現任宗王。治世約600多年，再過80年之後將成為十二國在位最久的君王。外表約50歲左右的成年男子。
在被宗麟選為王之前原本是在交州經營一間客棧，並由一家五口行合議制來運作，先新則負責統合全部人的意見，在被選為王之後，仍持續以該制度運作國政，故實際上的宗王為複數人。一家人能以同樣的筆跡書寫，且各自擁有蓋好玉璽的白紙。
延王尚隆平定元州之亂後，曾來奏國訪問，因而和雁國建立國交，此後因為雁國周邊國家幾乎陷入動亂和政治動盪，私底下特別關注雁國的情勢，盡可能將錯王駕崩後的巧國難民引導至奏國。
曾收留因失道而生病的采麟，因而和才國建立了國交。
十二國中唯一曾見過才國遵帝的君王。
昭彰
現任宗麟。奏國的麒麟及台輔。髮色為金中帶銀，私下被宗王一家當成如同女兒一般的對待。
動畫版中被設定在蓬萊找到失落已久的延麒六太。
明嬉
先新之妻，奏南國的王后。
利達
先新的長男，號英清君(えいせいくん)。
利廣
先新的次男，號卓朗君(たくろうくん)。喜愛在外流浪，藉由流浪知道其他國家的情況，來回報給在奏國宮中的家人，並同時想出對策來解決問題，常在有衰敗之向的國家遇到延王尚隆，兩人之間似乎也有一定的交情，於歸山得知陽子參與和州之亂和廢除伏禮，直言陽子是為慶國帶來希望的君主。
在圖南之翼時曾在旅途中遇到還未成為供王的珠晶，陪同珠晶一起昇山，事後讓恭國與奏國建立了國交。
文姬
先新最小的女兒，號文公主(ぶんこうしゅ)。外表為18歲。創立十二國最早住院制度。為奏南國救濟難民設施「保翠院」的代表負責人--大翠。

## 柳北國
助露峰
現任劉王，治世120多年，將柳國建設為法治國家。但近年來柳國漸走向衰敗，在〈落照之獄〉中揭露似乎已無心經營國政。
思慮周詳，反映在一手建立的法制上，但在柳國官員的評價中似乎過度信任兒子淵雅。
登基前似乎是鄉長級的地方官，有賢明但非顯赫(並沒有聞名中央)，登基時的朝政改革似乎也不甚理想。
雖然與雁國比鄰，但延麒六太曾在動畫中評論他和劉麒是十二國當中行事風格上給人感覺最為神秘的國王和台輔。
劉麒
柳國現在的麒麟，似乎花了20年以上的時間才下山選定現任劉王。
頑丘
珠晶在昇山前雇用的朱氏，本職是捕捉販賣騎獸，而非當昇山人士的嚮導的剛氏。
瑛庚
秋官司刑。〈落照之獄〉的主角。
蒲月
天官宮卿補，官位為中士。瑛庚之孫。父親為瑛庚的次男，為茅州的州官。
如翕
典刑。
率由
司刺。
淵雅
柳國的太子，曾任地官長大司徒，現為秋官長大司寇。
有才幹但不及父親，卻自視甚高，經常向父王提出許多冠冕堂皇的意見，而被部分官員私下取了個「劉王中的劉王」這樣諷刺意味濃厚的綽號。
提出許多中聽不中用的意見，屢遭父王駁回，卻指責父王為何不聽自己的。即使如此也未曾被貶官。

## 範西國
吳藍滌
現任氾王。治世300年，將範國從一無所有，治理成美術和工藝大國的明君，外型為高挑的男性卻身著女性的服裝，五官相當精緻俊美，品味高尚。
喜歡以品味取人，所以對有良好教養、能掌握其品味的祥瓊頗受賞識，和不拘小節的延王尚隆個性完全不對盤。
延麒六太曾說他是延王尚隆的天敵，雖與尚隆為惡交的關係，但兩國之間有國交(主要在工程方面)。另一方面與盛產玉石戴國之間也有長久國交，並直言並不喜歡戴國的先王但不討厭登基為新王的驍宗。
在《黃昏之岸，曉之天》與氾麟一同訪問慶國，並從旁協助泰麒的搜尋工作。
梨雪
氾麟，字梨雪，其個性曾被祥瓊認為和六太非常相似，是個嬌氣任性的大小姐，但對於傲濫氣息卻沒有六太那樣的抵抗力。

## 芳極國
祥瓊
詳見#慶東國。
月溪（聲優：田中正彥、（台灣）陳宏瑋）
原惠州侯。因不满王过度严酷的法令，在多次进谏无效的情况下，为了民众的生存，還有心中揮之不去的不滿，起兵率众推翻了峰王仲鞑的统治，杀死峰王、王后及峰麟。剥夺祥琼仙籍，将其送入民间隐居。后因祥琼身份暴露，出于对她生命安全的考虑只能将其送至恭国。
为人正直诚实，是冽王一手提拔的官吏，加之还是武力推翻先王暴政的领导者，月溪深受民众爱戴，被认为是王位理所当然的继任者。但月溪本人却因为自觉负有弑君之罪，担心自己担任假王会开弑君夺权的不良先例而不愿登位。后来经过桓魋的开导并得到了祥琼的谅解后，终于打开了心结，決心代理芳國等候新王。
在動畫中，曾表明相當喜歡聽祥瓊所唱的「偲芳歌」。
健仲達（聲優：徳丸完、（台灣）屈中恆）
先代峯王，諡號冽王。姓孫，氏為健，祥瓊之父。治世30多年。
個性清廉正直，夏官出身，在上上任王朝中是唯一不收任何賄賂的官員。
即位後以法治之國柳北國為目標，嚴刑峻法。但「純白無瑕的國家」的理想離現實太遠，並且忽略了每個人並非像自己一樣表裡如一之事，而與正道漸行漸遠。不斷加重法令，加上宛如殉道者一般的信念，使得事態一發不可收拾，漸漸聽不進任何的諫言，峯麟失道之後甚至變本加厲。
法令過於苛刻造成人民、官員不滿，僅僅因小錯小惡而處以重罰，在其治世末年一年平均約有30萬人(總人口1/10)遭處死，從即位算起約有60萬人被處死(總人口1/5)。因為刑罰過於嚴酷，使得惠州侯月溪帶領八州州侯叛變。
過去贈與下屬的禮物都是文房四寶，但本身似乎不瞭解其價值的樣子。駕崩後雖然多數的官員不喜其治世，但卻無法動手扔掉過去所贈，也無法忘懷他曾經的正直。
峯麟（聲優：松下美由紀）
芳國的麒麟，侍奉過兩代王。在政變中被以「百姓對台輔連續選了兩位無能的王感到絕望」為由遭殺害。
佳花（聲優：落合るみ、（台灣）郭馨雅）
仲韃之妻，祥瓊之母，前任芳國王后。因為嫉妒其他人的美貌和才華而多次向峯王進讒言，藉由峯王之手(用賄賂等罪名)除掉礙眼的人。後在王宮被攻陷時當著祥瓊面遭月溪斬首。
沍姆（聲優：竹口安芸子、（台灣）郭馨雅）
芳國里家的閭胥。兒子因峯王過苛的刑法而遭處死(因同情被上手銬的小孩朝官員扔石頭)。
察覺了祥瓊的公主身分，開始對她百般虐待，並導致里家眾人發現公主的所在。最後在一絲理智的運作之下，連夜冒雪趕到惠州城通知了惠州侯。

## 巧州國
錯王（聲優：土師孝也、（台灣）屈中恆）
塙王，已駕崩。治世50年，與舜國關係良好。姓張，原為地方士兵。
具備強烈的責任感，在許多政策上態度很保守(如歧視半獸、格殺山客和海客)。長期無法令巧國繁榮起來，而自覺無治國之能，下意識忌妒起奏國和雁國，最後在得知景騏度過虛海迎接新王時，發展為完全憎惡胎果的邏輯，並將所有的恨意集中至慶國新王陽子的身上。不但支持舒榮為偽王，忽略周圍的勸諫，也命令塙麟不斷派出使令追殺陽子(這也導致他駕崩後巧國妖魔嚴重肆虐的情形)。
兒女的教養出色，在錯王身後，雙雙奉還仙籍回鄉墾荒，只因沒能在不歸路上挽回父親。
塙和（聲優：佐佐木優子、（台灣）郭馨雅）
塙麟，已亡。外表約26~27歲。
曾多次勸諫塙王，在小說中死於失道之病，動畫中則為擋下塙王刺向陽子的劍而亡。
塙麟的使令
白尹灑
塙麟的女怪。全身被毛所覆蓋，手足有豹紋，但卻有貓的爪子，背部則有大片翅膀。
杵隗
種族為饑饑（きき）。黑色犬型妖魔。
峨城
種族為蠱雕（こちょう），真身為巨型大鳥，攻擊陽子最多次的妖魔。可以分出許多彩色鸚鵡的分身監視周圍環境。在動畫中是最後僅存的使令，在女怪抱著塙麟遺體消失在影子之後，捨棄繽紛羽毛的外觀，以更加漆黑、駭人的外貌飛入影子吞食麒麟。
截忤
種族為賓滿（ヒンマン），動畫中附身在杉本體內，改變其外貌並強化她的武藝，以便成功殺害陽子。在巨大海蛇型妖魔條庸出現時，現出體外警告杉本，因而遭條庸（じょうよう）雷擊波及而亡。
樂俊（聲優：（日本）鈴村健一、（台灣）屈中恆）
本名張清，樂俊為字，為半獸，獸形為老鼠，人類外表則為面目清秀的青年，個性好學同時善解人意。初遇陽子時為22歲，因為巧國歧視半獸的政策，加上想幫助陽子，而向母親告別與陽子一同前往雁國，陽子也因為他而知道十二國的世界架構和制度。
初期並不被陽子所信任，但在相處之下漸漸讓陽子卸下心防，直到在雁國偶然得知陽子的真實身份為新任的景王時，曾因半獸的身份感到自卑而與陽子保持距離，但仍被陽子視作普通朋友般的對待，轉而鼓勵陽子嘗試治理慶國看看，也因陽子的關係結識延王和延麒六太，讓樂俊得以成為雁州國大學的學生。
在《風之萬里，黎明之空》，陽子以自己的赤字和他的樂字創立赤樂這個新名號，本人也有前往參加陽子的登基大典，之後被延麒六太委託視察柳國的動態，結識妒嫉景王的前芳國公主-祥瓊。
之後以自己的觀點和學識，慢慢導正祥瓊的心態，也讓祥瓊意識到自己應該要負的責任，同時給予旅費將祥瓊送到慶國去。
附錄CD曾在陽子的牽線下與桓魋相見，讓原本不願接受禁軍左軍將軍一職的桓魋改變主意，願意接下自己的職務和出使芳國的任務。
與同為半獸的桓魋不同的是，經常維持獸形的外表，只有在重要場合或是大學的射箭課程才會變化成人類的模樣，另外如果以獸形的樣貌出現通常不會穿衣服。
樂俊之母
本名不詳。為樂俊的生母。
達姐（聲優：津田匠子、（台灣）郭馨雅）

松山誠三（聲優：渡部猛、（台灣）屈中恆）
居於巧國的海客，對於陽子能夠跟十二國的人們溝通感到心理不平衡，後出賣陽子。

## 舜極國
徇王
舜國國王，是位女王。在位有40年，似乎是官吏出身的樣子，《歸山》裡利廣曾說舜國政局還算穩定。
《黃昏之岸，曉之天》中和柳國是少數拒絕聯合搜索泰麒的國家之一，而婉拒理由則疑似是國家發生內亂。
徇麒
舜國的麒麟。

## 蓬山
玉葉（聲優：津田匠子、（台灣）蔣篤慧）
蓬山的女仙長。西王母的代理人。
出眾的美貌名聞遐邇，許多女孩的字都取為玉葉，尤其是氣質好或容貌好的女孩。
蓉可（聲優：ゆかな、（台灣）郭馨雅）
女仙之一。出生自平凡的農家。
禎衛（聲優：豐口惠、（台灣）丘梅君）
女仙之一。
少春（聲優：釘宮理惠（台灣）郭馨雅）
女仙之一。雁州國出身。

## 黃海
犬狼真君（聲優：石田彰、（台灣）林協忠）
詳見#雁州國的駁更夜。
頑丘

## 天界
西王母
五山的主人，十二國記世界中真正的神之一。碧霞玄君擁有公認的絕世美貌，相對之下西王母的相貌則十分普通，缺乏抑揚頓挫的聲音也彷彿沒有感情。除了碧霞玄君無法應對的事態以外，一般情況下幾乎不露面，也不干涉世事，冷眼旁觀十二國各自的命運。在〈黃昏之岸‧曉之天〉中因泰麒所染穢瘁來自於對其本身的仇恨，遠遠超過碧霞玄君能處理的程度，因此只能帶領眾人求助西王母，被李齋的話語打動出手拯救泰麒，清除其身上的穢瘁，分離已受汙染的女怪與使令，另行淨化他們。
天帝
傳說住在玉京的十二國世界之主，過去曾一度毀滅世界，創造了現今的世界的存在，也有一些人質疑他的存在。

## 其他

### 朱旌
座長
玉葉（聲優：金田朋子）
微真
黃鐵

### 蓬萊
中島正志（聲優：渡部猛、（台灣）陳宏瑋）
中島陽子在蓬萊的父親，除了對陽子相當嚴格外，也相當自以為是替陽子做決定，從來不曾與陽子溝通或重視她的聲音。陽子失蹤後，反應也很冷漠，認為陽子不是跟別人廝混在一起，就是已不在世上。
動畫版則對陽子失蹤隱忍不發，並和妻子一同整理女兒的房間。
中島律子（聲優：さとうあい、（台灣）丘梅君）
中島陽子在蓬萊的母親。會看丈夫的臉色，認為引人注意是很丟臉的行為，就算知道陽子的髮色天生偏紅，仍頗有微詞。當陽子失蹤後感到慌亂，在她的房間翻箱倒櫃尋找可能的線索，也與冷漠的丈夫起衝突。最後在周圍人們你一言我一語中，認為陽子只是假裝乖巧、藉此欺騙父母的小孩。事實上因為陽子本身的懶惰，與父母的威權下，陽子的確不會說出內心真正的想法，母女並不曾心意相通，關係不好也不壞。
動畫版則在優香的告知下認為陽子現在在某處活得很自由，同時感嘆自己以往讓女兒活的相當壓抑。
杉本優香（聲優：（日本）石津彩、（台灣）丘梅君）
中島陽子在蓬萊的同學，動畫版增加的角色之一，孤僻的行為被同僚視為異端，暗地裡跟淺野郁也交往中。
跟陽子、淺野一同被送往十二國的世界，認為十二國的世界才是她的真正歸屬，後被塙王利用，想藉由杉本之手除掉陽子，直到塙王說出杉本無法使用水禺刀的真相後恍然大悟，了解十二國不是她該待的世界。陽子擊敗偽王舒榮後與她和解，之後便請景麒將杉本送回日本。
回到日本後，聽聞高里要似乎也有「被神抓走」的經歷，開始積極接觸高里，並直覺高里真正的身份可能非常不簡單。
曾私下被泰麒的使令威脅，但因為在十二國的經歷得以靠景王的朋友一詞逃過一劫。
淺野郁也（聲優：上田祐司、（台灣）林協忠）
中島陽子在蓬萊的同學，動畫版增加的角色之一，性格開朗豪爽不拘小節，暗地裡常跟杉本優香談心。
在巧國一行人遭到妖魔攻擊時意外墜崖與陽子等人分離，其後陽子探訪塙王的女兒時被告知塙麟秘密地藏匿了一名陽子熟識的海客，但隨著她死去也沒人知道那名海客去哪了，據信就是淺野。
由於語言不通，在這充滿妖魔與半獸的奇幻世界裡使他的情緒變得不穩定，因此將十二國當成遊戲世界來理解。更弄到了被蝕帶到這個世界的手槍，自以為是地認為自己來到這個世界是為了結束這場遊戲，混在朱旌當中擔任清點錢財的工作。
後來與前往慶過途中的鈴相遇，與她一同前去面見景王。但是從同行者之一的清秀那聽到巧國某個村子因為蝕而消失之後，精神更加不穩定，被「世界憎恨著自己」這樣的恐怖想法充斥著腦海，在清秀碰觸自己時由於驚恐而逃離。
因為清秀的死而和鈴分道揚鑣，沒有歸處的他接受了昇紘的保護，並且認同他的想法，參與他的惡行。和小司馬一起襲擊遠甫家的時候，誤將桂桂看成清秀，恐懼之下開槍對其造成幾乎致命的傷勢。在此之後被送到昇紘的別墅，並與襲擊而來的陽子再會。但是在認同昇紘想法這件事上被陽子責備，並遭陽子指責追求角色扮演的只有你一人。
在此之後，由班渠移送到拓峰，從再會的鈴那裡得知陽子她們的困境，打算利用昇紘提供的道具突破包圍，前往明郭找桓魋救援。但是在路上遇到小司馬攔路，因不願對其作出伏禮而遭到殺害，彌留期間被桓魋告知他們正是為此而來。驚覺自己做白工、笑著感嘆自己究竟為什麼來到這個世界，在留下「幫助景王」一語後含笑而終。
死後的遺體被陽子葬在慶國的國土上，而淺野的犧牲也促使陽子將慶國的伏禮給廢除。
高里要（聲優：岡野浩介、（台灣）林協忠）
即泰麒在日本的姿態，完全喪失在十二國世界的記憶。
高里卓（聲優：阪口大助）
高里要的弟弟，個性叛逆又帶點狡猾，是學校的問題人物，並不喜歡自己這位曾經神隱的哥哥(因為哥哥雖然人際上老是被孤立，成績始終良好)。
小時候頂多是和哥哥處不來，但哥哥神隱歸來後怪事連連，禍害不斷而對其敬而遠之。話都沒說幾句了，卻依舊被禍祟牽連，曾被人毆打至一耳失聰，使得性格更加火爆。
動畫版對接近哥哥要的杉本有好感，而擔心她可能會遭遇不測。原版中，和父母一起被暴走的使令們虐殺而亡。
廣瀨
高里要就讀高中的美術實習老師，為了教育實習回到母校。注意到無法融入人群的高里，對他多有關照，並在遭到神祕女子詢問是否為王之敵時下意識否定，因此逃過遭到暴走的使令們虐殺的命運。
一直覺得自己與世界格格不入，認為自己的「故國」在其他地方。在高里想起身為泰麒的記憶並準備離開時請求對方將自己也帶走，被高里以「你跟我是不一樣的」為由婉拒，並勸廣瀨逃往高處躲避因延王與泰麒穿越蝕而將引發的災難。

### 海客、山客
當發生「蝕」的時候，偶爾會有居住於蓬萊（日本）、崑崙（中國）的人不小心被捲入「蝕」而來到十二國，這些人便被稱作「海客、山客」。由於語言不通，所以海客與十二國的居民無法溝通。各國對海客的態度不盡相同，例如在「巧」，由於現任塙王（後諡號錯王）視海客為災難，因此海客的遭遇通常是被監禁甚至是判處死刑，但在「雁」，則由於現任延王來自蓬萊，所以設有專門的接應機制，雙方能在一定程度上進行溝通，海客在此登記個人資料後能得到一定的生活保障。然而也發生過蓬萊個資改制，而雁國基層尚未廣為宣達，造成誤會的情況。
松山誠三
詳見#巧州國。
壁落人
詳見#雁州國。
大木鈴
詳見#慶東國。